# Loys Van Lee
Loys Ween Van Lee (Louis Jacques Ween à l'état civil,, né à Paris 9e le 4 mars 1905 - mort à Paris 14e le 24 avril 1982) est un reporter radio et un journaliste sportif français de télévision.

## Biographie
Dans sa jeunesse, passionné de sports, notamment d’athlétisme, il poursuit en parallèle de ses activités sportives des études à la Faculté des lettres de Paris puis à l'École nationale des beaux-arts. Il pratique l’athlétisme (demi-fond), le tennis, la boxe, et la natation à la piscine du Racing Club de France.
En 1934, il débute comme journaliste sportif à l'Auto.
Il collabore à la revue Défense de la France en 1944. Peu avant la libération, il fait partie d'une petite équipe de reporters constituée par Raymond Marcillac sous la houlette de Jean Guignebert pour se préparer aux premières émissions d'une radio française indépendante, la Radio Nationale Française (RNF), qui eurent lieu le 18 août 1944.
Après la guerre, il travaille pour l'Équipe.
Au début des années 1960, à la radio, il fait partie du Service des sports de la RTF, dirigé par Georges Briquet, et lui succède à partir de 1964.
Plus tard dans les années 1960, à l'ORTF, il est l'un des présentateurs de l'émission de télévision Sports Dimanche, avec Georges de Caunes, Robert Chapatte, Léon Zitrone, Roger Couderc, Pierre Cangioni et Joseph Pasteur.
Il est également secrétaire général de l'Association des Journalistes Sportifs.
Il meurt le 24 avril 1982 de problèmes cardiaques à l'hôpital Cochin (Paris 14e) et est enterré au cimetière parisien de Bagneux.